# Masfjordnes
60°48′2.6″N 5°18′16.1″Ø / 60.800722°N 5.304472°Ø
Masfjordnes er en bygd i Masfjorden kommune i Nordhordland i Vestland fylke i Norge. Stedet ligger på sydsiden  af fjorden Masfjorden. I Masfjordnes ligger kommunens administrationscenter. Lokalt bliver stedet kaldt Sandnes, her ligger blandt andet Sandnes kirke. En kabelfærge trafikerer forbindelsen Masfjordnes – Duesundøy ved Duesund. Ruten er ca. 800 meter lang. Vejafstanden fra Masfjordnes til Bergen er 52 kilometer.